# Vuktyl (městský okruh)
Městský okruh Vuktyl je komunální útvar v Republice Komi. Administrativním centrem je město Vuktyl. Městský okruh Usinsk se počítá mezi rajóny Dálného severu.

## Geografie
Městský okruh Vuktyl se nachází ve východní části republiky Komi. Hraničí s Troicko-Pečorským rajónem, komunálními rajóny Sosnogorsk a Pečora a Chantymansijským autonomním okruhem.
Na území rajónu se rozkládá národní park „Jugyd va“, která byl založen 23. dubna 1994 a v roce 1995 byl spolu s Pečoro-Ilyčským národním parkem zařazen na Seznam světového dědictví UNESCO jako Komijské pralesy.

## Historie
Vuktylský rajón byl založen 21. února 1975 na území Pečorské a Uchtinské městské rady. Městský okruh Vuktyl byl vytvořena v souladu s Zákonem Ruské federace № 131-ФЗ ze 6. října 2003 s platností od roku 2005. V letech 1984–1993 byl na území Vuktylského rajónu vyvrtán Timan-Pečorský superhluboký vrt (SG-5) s hloubkou 6 904 metrů.
Dne 13. září 2015 obyvatelé rajónu na základě referenda hlasovali pro změnu statutu komunálního rajónu na městský okruh a Rada komunálního rajónu Vuktyl řešila tento návrh se Státní radou Republiky Komi, která přijala příslušný zákon v prosinci 2015.

## Demografie
V městském prostředí (město Vuktyl) žije celkem 84,47 % obyvatel městského okruhu.
- 2009 — 16 209 obyv.
- 2010 — 14 873 obyv.
- 2011 — 14 753 obyv.
- 2012 — 14 248 obyv.
- 2013 — 13 790 obyv.
- 2014 — 13 261 obyv.
- 2015 — 12 728 obyv.
- 2016 — 12 348 obyv.

## Administrativní členění

### Dělení do roku 2015
| №. | Městské a vesnické okresy                       | Administrativní centrum | Počet sídelních útvarů | Počet obyvatel | Rozloha [km2] |
| -- | ----------------------------------------------- | ----------------------- | ---------------------- | -------------- | ------------- |
| 1  | Komunální útvar městského okresu „Vuktyl“       | město Vuktyl            | 1                      | ↘ 10 430       | 72,94         |
| 2  | Komunální útvar vesnického okresu „Dutovo“      | obec Dutovo             | 4                      | ↘ 1 010        | 76,11         |
| 3  | Komunální útvar vesnického okresu „Lemtybož“    | osada Lemtybož          | 1                      | ↘ 173          | 23,75         |
| 4  | Komunální útvar vesnického okresu „Podčerje“    | obec Podčerje           | 2                      | ↘ 601          | 7,74          |
| 5  | Komunální útvar vesnického okresu „Usť-Soplesk“ | osada Usť-Soplesk       | 3                      | ↘ 134          | 9,78          |

### Od roku 2016
| №. | Sídelní útvar | Rusky      | Typ sídelního útvaru           | Počet obyvatel |
| -- | ------------- | ---------- | ------------------------------ | -------------- |
| 1  | Vuktyl        | Вуктыл     | město, administrativní centrum | ↘ 10 430       |
| 2  | Dutovo        | Дутово     | vesnice (selo)                 | 957            |
| 3  | Kyrta         | Кырта      | sídlo                          | 66             |
| 4  | Lemty         | Лемты      | sídlo                          | 221            |
| 5  | Lemtybož      | Захарвань  | sídlo                          | ↗ 174          |
| 6  | Podčerje      | Подчерье   | vesnice (selo)                 | 710            |
| 7  | Savinobor     | Савинобор  | vesnice (děrevňa)              | 15             |
| 8  | Usť-Voja      | Усть-Воя   | vesnice (děrevňa)              | 20             |
| 9  | Usť-Soplesk   | Усть-Лыжа  | sídlo                          | 151            |
| 10 | Usť-Šuger     | Усть-Щугер | vesnice (děrevňa)              | 27             |
| 11 | Šerdino       | Шердино    | sídlo                          | 122            |